# Geraldo Majela de Castro
Geraldo Majela de Castro OPraem (* 24. Juni 1930 in Montes Claros; † 14. Mai 2015) war ein brasilianischer Ordensgeistlicher und römisch-katholischer Erzbischof von Montes Claros.

## Leben
Geraldo Majela de Castro trat der Ordensgemeinschaft der Prämonstratenser bei und empfing am 8. Dezember 1953 die Priesterweihe.
Papst Johannes Paul II. ernannte ihn am 15. Juni 1982 zum Koadjutorbischof von Montes Claros. Der Bischof von Montes Claros, José Alves de Sà Trindade, spendete ihm am 8. September desselben Jahres die Bischofsweihe; Mitkonsekratoren waren Serafím Fernandes de Araújo, Weihbischof in Belo Horizonte, und Norbert Calmels OPraem, Diplomat des Heiligen Stuhls in Marokko.
Mit der Emeritierung José Alves de Sà Trindades am 1. Juni 1988 folgte er ihm als Bischof von Montes Claros nach. Der Papst erhob am 25. April 2001 das Bistum zum Erzbistum und somit wurde er der erste Erzbischof von Montes Claros. Am 7. Februar 2007 nahm Papst Benedikt XVI. seinen altersbedingten Rücktritt an.